# 조선민주주의인민공화국 국가가격위원회
조선민주주의인민공화국 국가가격위원회(朝鮮民主主義人民共和國 國家價格委員會)는 국가의 가격제정 원칙과 절차 범위와 적용 방법을 결정하고 당의 가격 방침 시달하며, 가격 정보 체계를 관리하고 가격을 통제하고 위반하는 경제 기관을 제재하는 역할을 관장하는 조선민주주의인민공화국의 내각 중앙 행정 기관이다.

## 연혁
- 2001년 이전 : 국가계획위원회 산하 ‘가격제정국’ 또는 ‘가격제정총국’
- 2001년 10월 : 국가가격제정국이라는 중앙기관으로 독립
- 2004년 : ‘국가가격제정위원회’로 격상
- 2005년 : 국가계획위원회 산하 ‘국가가격제정국’으로 축소․ 환원
- 2011년 1월 : 국가가격제정위원회로 확대 독립
- 현재 : 국가가격위원회로 변경

## 역대 위원장
| 성명                               | 임기                               |
| 국가가격제정위원장 (2011년-2013년) | 국가가격제정위원장 (2011년-2013년) |
| ---------------------------------- | ---------------------------------- |
| 량의경                             | 2011년 1월 - 2013년                |
| 국가가격위원장 (2013년-년)         |                                    |
| 량의경                             | 2013년 - 2016년 11월               |
| 최강                               | 2016년 11월 -                      |